# 第57回東京優駿
第57回東京優駿は、1990年5月27日に東京競馬場で行われた競馬競走である。アイネスフウジンが逃げ切り、優勝した。

## レース施行時の状況
1988年に公営・笠松競馬から中央競馬に移籍したオグリキャップの登場以来、折からの好景気もあって、日本競馬界はハイセイコー以来の一大ブームに湧いており、その只中で行われた本競走は入場人員19万6517人、売上金は前年を100億円超上回る397億円と、いずれもダービー史上最高の数値を記録していた。
こうした中で1番人気に支持されたのはメジロライアンであった。同馬は前走皐月賞のレースで進路を失うという、不完全燃焼とも取れる形で3着に惜敗しており、コースが広く直線も長い東京競馬場ならばその全能力を発揮できると見られていた。また、生産者兼オーナーのメジロ牧場は、1961年のメジロオー以来、東京優駿で3度の2着と後一歩で優勝を逃しており、「メジロ悲願のダービー制覇」への期待も掛けられていた。
2番人気は皐月賞に優勝したハクタイセイ。騎手は南井克巳から武豊へと乗り替わっていた。3番人気は皐月賞2着で前年の最優秀3歳牡馬アイネスフウジン、4番人気にはトライアル競走のNHK杯を制してここに臨んだユートジョージが入り、ここまでが一桁台の単勝オッズであった。

## 出走馬と枠順
芝2400メートル 天候・晴れ 馬場状態・良
| 枠番 | 馬番 | 競走馬名           | 性齢 | 騎手       | オッズ | 人気 | 調教師       |
| ---- | ---- | ------------------ | ---- | ---------- | ------ | ---- | ------------ |
| 1    | 1    | ロングアーチ       | 牡4  | 南井克巳   | 15.3   | 6人  | 宇田明彦     |
| 1    | 2    | シンボリデーバ     | 牡4  | 田原成貴   | 17.9   | 7人  | 境直行       |
| 2    | 3    | ビッグマウス       | 牡4  | 柴田政人   | 20.8   | 9人  | 高松邦男     |
| 2    | 4    | ホワイトストーン   | 牡4  | 田面木博公 | 37.2   | 12人 | 高松邦男     |
| 3    | 5    | サハリンベレー     | 牡4  | 菅原泰夫   | 113.0  | 17人 | 藤原敏文     |
| 3    | 6    | メジロライアン     | 牡4  | 横山典弘   | 3.5    | 1人  | 奥平真治     |
| 3    | 7    | ストロングクラウン | 牡4  | 増沢末夫   | 41.3   | 13人 | 元石孝昭     |
| 4    | 8    | ユートジョージ     | 牡4  | 岡潤一郎   | 7.6    | 4人  | 安藤正敏     |
| 4    | 9    | ロンサムボーイ     | 牡4  | 的場均     | 133.1  | 19人 | 飯塚好次     |
| 4    | 10   | ワイルドファイアー | 牡4  | 中舘英二   | 186.8  | 21人 | 加藤修甫     |
| 5    | 11   | ダイイチオイシ     | 牡4  | 猿橋重利   | 119.9  | 18人 | 沖芳夫       |
| 5    | 12   | アイネスフウジン   | 牡4  | 中野栄治   | 5.3    | 3人  | 加藤修甫     |
| 5    | 13   | ニホンピロエイブル | 牡4  | 丸山勝秀   | 60.9   | 14人 | 田中耕太郎   |
| 6    | 14   | メルシーアトラ     | 牡4  | 河内洋     | 13.7   | 5人  | 小野幸治     |
| 6    | 15   | コガネタイフウ     | 牡4  | 柴田善臣   | 19.1   | 8人  | 中村好夫     |
| 6    | 16   | ツルマルミマタオー | 牡4  | 田島信行   | 29.9   | 10人 | 橋口弘次郎   |
| 7    | 17   | インターボイジャー | 牡4  | 松永幹夫   | 215.6  | 22人 | 武邦彦       |
| 7    | 18   | キーミノブ         | 牡4  | 村本善之   | 37.1   | 11人 | 日迫良一     |
| 7    | 19   | ハクタイセイ       | 牡4  | 武豊       | 3.9    | 2人  | 布施正       |
| 8    | 20   | カムイフジ         | 牡4  | 郷原洋行   | 79.0   | 15人 | 宮沢今朝太郎 |
| 8    | 21   | ノーモアスピーディ | 牡4  | 安田富男   | 85.9   | 11人 | 松山康久     |
| 8    | 22   | ハシノケンシロウ   | 牡4  | 大塚栄三郎 | 146.6  | 20人 | 八木沢勝美   |

## レース展開
スタートが切られるとアイネスフウジンが先手を取って先頭に立ち、さらに前走では中団から差すレースを見せたハクタイセイも果敢に先行策を見せて続いた。1番人気のメジロライアンは10番手前後に控え、先頭から最後尾までが50メートルほどの差で隊列が固まった。
アイネスフウジンは向こう正面で後続をやや引き離し、2番手以下に4馬身ほどの差を付ける単騎逃げとなる。第3コーナー手前付近でハクタイセイとカムイフジの2頭がペースを上げて1馬身ほどまで差を詰めるが、最終コーナーを回りながらアイネスフウジンがラストスパートを掛けると2頭は再び引き離され、最後の直線に入りアイネスフウジンは2馬身ほどのリードを維持。残り200メートルで後方に控えていたメジロライアンが追い込んできたが既に大勢は決しており、アイネスフウジンがメジロライアンに1馬身1/4の差を付けて1着、優勝タイム2分25秒3という、従来のタイムを1秒更新するレースレコードでの優勝を果たした。逃げ切りでの優勝は1975年のカブラヤオー以来、15年ぶりの出来事であった。また、前年ウィナーズサークルに続き、シーホーク産駒の連覇ともなった。
なお、最後の直線入り口でダイイチオイシが故障を発生して競走を中止し、同馬は予後不良と診断され安楽死の措置が執られている。

## ナカノ・コール
入線後、そのままウイニングランに入ったアイネスフウジンと中野栄治は、向こう正面でしばし立ち止まった後に引き返し、駈歩で正面スタンド前に帰ってきた。
するとこの瞬間、スタンドの観衆から「ナカノ、ナカノ」という合唱が湧き上がった。優勝者を称えるために観客がその名前を唱和するという方法は史上前例を見ないものであり、これは競馬ファンの主体、ひいては日本競馬の在り方が、それまでのギャンブル性重視の楽しみ方から、よりスポーツ的な楽しみ方に移り変わりつつあることの象徴とされ、日本競馬史におけるひとつのエポックとされた。
特に古くから競馬に携わっていた層からの反響が大きく、民間初の競馬実況アナウンサーであった小坂巖は、「自分たちの時代は終わったと感じた。ぼくらの知っている競馬とは違った時代になったんだと、強く感じた」と回想し、40年に渡り新聞記者を務めた遠山彰は自著の中で「涙が出てきた。競馬が本当に一般の人に認められるスポーツになった、と感激した」と述懐している。また、海外競馬評論家の合田直弘はこの日の夜、イギリスに住む友人に電話を掛け「日本の競馬が大変なことになっているよ」と伝えたといい、「まさに歴史的な出来事だった」と述べている。東京競馬場で解説していた大川慶次郎も自身の本命であり最も思い入れの強かったメジロライアンが負けたにもかかわらず、コールを耳にし感極まって落涙している。騎手・調教師としてダービーを制覇した経験を持つ大久保房松（当時92歳）は中野騎手を羨ましがり、「こんな風に出迎えられるなら、もう1度ダービーに乗りたい」と発言している。当の中野は勝利騎手インタビューでコールの感想を問われ、「感激です」と答えている。
その後「コール」は応援形態のひとつとして定着し、1990年代には、大競走の後には決まって馬ないし騎手の名前が唱和された。

## 競走結果
| 着順 | 枠番 | 馬番 | 競走馬名           | タイム | 上がり3F | 着差      |
| ---- | ---- | ---- | ------------------ | ------ | -------- | --------- |
| 1    | 5    | 12   | アイネスフウジン   | 2.25.3 | 36.6     |           |
| 2    | 3    | 6    | メジロライアン     | 2.25.5 | 35.6     | 1 1/4馬身 |
| 3    | 2    | 4    | ホワイトストーン   | 2.25.7 | 35.6     | 1 1/2馬身 |
| 4    | 6    | 16   | ツルマルミマタオー | 2.25.7 | 35.4     | クビ      |
| 5    | 7    | 19   | ハクタイセイ       | 2.25.9 | 37.1     | 1 1/2馬身 |
| 6    | 1    | 1    | ロングアーチ       | 2.25.9 | 36.1     | アタマ    |
| 7    | 8    | 20   | カムイフジ         | 2.25.9 | 37.0     | アタマ    |
| 8    | 7    | 18   | キーミノブ         | 2.26.1 | 36.1     | 1 1/2馬身 |
| 9    | 4    | 8    | ユートジョージ     | 2.26.1 | 36.4     | ハナ      |
| 10   | 6    | 15   | コガネタイフウ     | 2.26.4 | 35.9     | 1 3/4馬身 |
| 11   | 6    | 14   | メルシーアトラ     | 2.27.3 | 37.0     | 5馬身     |
| 12   | 2    | 3    | ビッグマウス       | 2.27.3 | 37.6     | アタマ    |
| 13   | 8    | 21   | ノーモアスピーディ | 2.27.3 | 36.1     | クビ      |
| 14   | 5    | 13   | ニホンピロエイブル | 2.27.4 | 37.0     | 1/2馬身   |
| 15   | 1    | 2    | シンボリデーバ     | 2.27.5 | 36.9     | 1/2馬身   |
| 16   | 7    | 17   | インターボイジャー | 2.27.6 | 36.6     | 3/4馬身   |
| 17   | 4    | 9    | ロンサムボーイ     | 2.27.8 | 37.9     | 1 1/2馬身 |
| 18   | 8    | 22   | ハシノケンシロウ   | 2.28.1 | 37.0     | 1 3/4馬身 |
| 19   | 4    | 10   | ワイルドファイアー | 2.28.2 | 37.6     | 1/2馬身   |
| 20   | 3    | 7    | ストロングクラウン | 2.29.3 | 38.4     | 7馬身     |
| 21   | 3    | 5    | サハリンベレー     | 2.31.4 | 40.4     | 大差      |
| 中止 | 5    | 11   | ダイイチオイシ     |        |          |           |

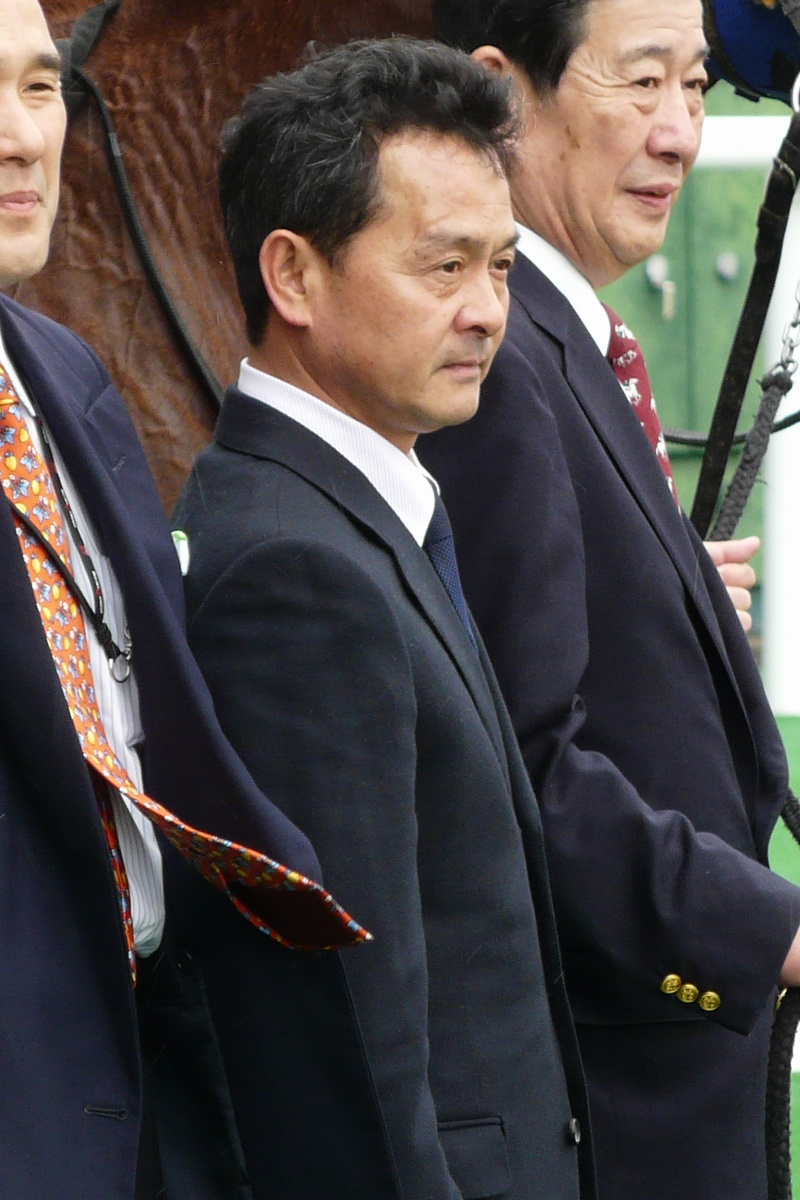
勝利騎手・中野栄治
（2011年4月23日 東京競馬場）

この競走で記録されたレースレコードは、1999年にアドマイヤベガがタイレコードを記録したのみで、2002年に東京競馬場が全面改装されるまで終に破られなかった。しかしアイネスフウジンはこの走りで体力を使い果たしており、ウイニングラン途中で立ち止まったのも、故障を恐れて様子を見ていたためというほどに疲労困憊していた。同馬は競走後、脚部不安を生じて休養に入り、そのまま復帰することなく引退している。

### データ・配当金
| 1000m通過タイム     | 59.8秒（アイネスフウジン） |
| 上がり4ハロン       | 48.4秒                     |
| 上がり3ハロン       | 36.6秒                     |
| 優勝馬上がり3ハロン | 36.6秒                     |

| 単勝式   | 12  | 530円 |
| 複勝式   | 12  | 200円 |
| 複勝式   | 6   | 150円 |
| 複勝式   | 4   | 730円 |
| 連勝複式 | 3-5 | 770円 |

## レースにまつわるエピソード
- 加藤修甫調教師、中野栄治騎手はともに日本ダービー初勝利で、これが唯一の勝利。
- 日本ダービーの逃げ切り勝利は1975年のカブラヤオー以来史上9頭目[9]。なお大川慶次郎は、スタートからの逃げ切りでは1963年のメイズイ以来だと述べた。
- 馬体重500kg以上の優勝馬は史上5頭目。1・2着馬とも500kg以上だったのは史上初[10]。
- この競走のダービーレコードは1999年にアドマイヤベガが並んだが、2004年にキングカメハメハが更新するまで14年間保持された。レコードの保持期間としては、これは同レース史上最長となっている[11]（2024年現在）

## テレビ・ラジオ中継
本レースのテレビ・ラジオ放送の実況担当者。
- 日本放送協会 (NHK)：福澤浩行[12]
  - 解説：鈴木康弘（調教師）
- ラジオたんぱ：白川次郎
- フジテレビ：堺正幸
  - 解説：大川慶次郎
- ラジオ日本：林洋右